# Zenit-2 12
Zenit-2 12 – niedoszły radziecki satelita rozpoznawczy programu Zenit.
Statek o masie 4 720 kg  - zaadaptowany pojazd załogowy Wostok - wystartował na rakiecie Wostok 8A92 z kosmodromu Bajkonur w dniu 10 lipca 1963. Start nie powiódł się. W 1,9 sekundy po starcie wyłączył się stopień dodatkowy B. Uszkodzona została platforma startowa.
Start oznaczono w katalogach COSPAR/SATCAT: 1963-F10/F00249.
Inne oznaczenia misji: 11F61 12|, 2K 12.